# Côte d'Ivoire aux Jeux olympiques d'été de 2000
 (février 2025).
Si vous disposez d'ouvrages ou d'articles de référence ou si vous connaissez des sites web de qualité traitant du thème abordé ici, merci de compléter l'article en donnant les références utiles à sa vérifiabilité et en les liant à la section « Notes et références ».
La Côte d'Ivoire a participé aux Jeux olympiques d'été de 2000 à Sydney. Il s'agissait de sa 9e participation à des Jeux d'été. L'athlète Ibrahim Meité a été le porte-drapeau de la délégation ivoirienne.

## Nombre d’athlètes qualifiés par sport
La Côte d'Ivoire comptait 14 athlètes dans 5 sports aux Jeux olympiques d'été de 2000.
| Sport      | Hommes | Femmes | Total |
| ---------- | ------ | ------ | ----- |
| Athlétisme | 4      | 4      | 8     |
| Taekwondo  | 1      | 0      | 1     |
| Judo       | 0      | 3      | 3     |
| Lutte      | 1      | 0      | 1     |
| Natation   | 1      | 0      | 1     |
| Total      | 7      | 7      | 14    |

## Liste des médaillés Ivoiriens
Aucun athlète ivoiriens ne remporte de médaille durant ces JO.

## Résultats par épreuve

### Athlétisme
Hommes
Épreuves sur piste et sur route
| Athlètes                                                | Événements            | Tour 1 de la série | Tour 1 de la série | Tour 2 des séries | Tour 2 des séries | Demi-finale | Demi-finale | Final   | Final   |
| Athlètes                                                | Événements            | Temps              | Rang               | Temps             | Rang              | Temps       | Rang        | Temps   | Rang    |
| ------------------------------------------------------- | --------------------- | ------------------ | ------------------ | ----------------- | ----------------- | ----------- | ----------- | ------- | ------- |
| Ibrahim Meité                                           | 100 mètres            | 10 s 24            | 4e                 | 10 s 40           | 6e                | Eliminé     | Eliminé     | Eliminé | Eliminé |
| Ahmed Douhou                                            | 200 mètres            | 20,98              | 36e                | Eliminé           | Eliminé           | Eliminé     | Eliminé     | Eliminé | Eliminé |
| Éric Pacôme N'Dri Ahmed Douhou Yves Sonan Ibrahim Meité | Relais 4 × 100 mètres | 39.06              | 11 Q               | NC                | NC                | 38,82       | 10e         | Eliminé | Eliminé |

Femmes
Épreuves sur piste et sur route
| Athlètes                                                                 | Événements            | Tour 1 de la série | Tour 1 de la série | Tour 2 des séries | Tour 2 des séries | Demi-finale | Demi-finale | Final   | Final   |
| Athlètes                                                                 | Événements            | Temps              | Rang               | Temps             | Rang              | Temps       | Rang        | Temps   | Rang    |
| ------------------------------------------------------------------------ | --------------------- | ------------------ | ------------------ | ----------------- | ----------------- | ----------- | ----------- | ------- | ------- |
| Louise Ayétotché                                                         | 100 mètres            | 11.52              | 37e                | Eliminé           | Eliminé           | Eliminé     | Eliminé     | Eliminé | Eliminé |
| Louise Ayétotché                                                         | 200 mètres            | 22,85              | 8e Q               | 22,86             | 9e Q              | 22,76       | 9e          | Eliminé | Eliminé |
| Amandine Allou Affoué Makaridja Sanganoko Marie Gnahoré Louise Ayétotché | Relais 4 × 100 mètres | 44.34              | 18e                | NC                | NC                | Eliminé     | Eliminé     | Eliminé | Eliminé |

### Judo
Femmes
| Athlète           | Événement | 1/32 de finale      | Huitièmes de finale | Quarts de finale    | Demi-finales        | Repêchage 1         | Repêchage 2         | Repêchage 3         | Finale / BM         | Finale / BM    |
| Athlète           | Événement | Opposition Résultat | Opposition Résultat | Opposition Résultat | Opposition Résultat | Opposition Résultat | Opposition Résultat | Opposition Résultat | Opposition Résultat | Rang           |
| ----------------- | --------- | ------------------- | ------------------- | ------------------- | ------------------- | ------------------- | ------------------- | ------------------- | ------------------- | -------------- |
| Rose Marie Kouaho | −57 kg    | L                   | n'a pas avancé      | n'a pas avancé      | n'a pas avancé      | n'a pas avancé      | n'a pas avancé      | n'a pas avancé      | n'a pas avancé      | n'a pas avancé |
| Léa Zahoui Blavo  | −70 kg    | L                   | L                   | n'a pas avancé      | n'a pas avancé      | n'a pas avancé      | n'a pas avancé      | n'a pas avancé      | n'a pas avancé      | n'a pas avancé |
| Akissi Monney     | −78 kg    | NR                  | L                   | n'a pas avancé      | n'a pas avancé      | L                   | n'a pas avancé      | n'a pas avancé      | n'a pas avancé      | n'a pas avancé |

### Natation
Hommes
| Athlète          | Événement        | Chaleur | Chaleur | Demi-finale    | Demi-finale    | Final          | Final          |
| Athlète          | Événement        | Temps   | Rang    | Temps          | Rang           | Temps          | Rang           |
| ---------------- | ---------------- | ------- | ------- | -------------- | -------------- | -------------- | -------------- |
| Grégory Arkhurst | 100 m nage libre | 53,55   | 63      | n'a pas avancé | n'a pas avancé | n'a pas avancé | n'a pas avancé |

### Taekwondo
| Athlète                   | Événement     | Huitièmes de finale | Quarts de finale    | Demi-finales        | Repêchage Quarts de finale | Repêchage Demi-finales | Finale / BM         | Finale / BM    |
| Athlète                   | Événement     | Opposition Résultat | Opposition Résultat | Opposition Résultat | Opposition Résultat        | Opposition Résultat    | Opposition Résultat | Rang           |
| ------------------------- | ------------- | ------------------- | ------------------- | ------------------- | -------------------------- | ---------------------- | ------------------- | -------------- |
| N'Guessan Sébastien Konan | Hommes -80 kg | NR                  | L 4–3               | L 3–4               | NC                         | L 4–6                  | n'a pas avancé      | n'a pas avancé |

### Lutte
Freestyle
| Athlète            | Événement | Groupe d'élimination | Groupe d'élimination | Groupe d'élimination | Groupe d'élimination | Quart de finale     | Demi-finale         | Finale / BM         | Finale / BM |
| Athlète            | Événement | Opposition Résultat  | Opposition Résultat  | Opposition Résultat  | Rang                 | Opposition Résultat | Opposition Résultat | Opposition Résultat | Rang        |
| ------------------ | --------- | -------------------- | -------------------- | -------------------- | -------------------- | ------------------- | ------------------- | ------------------- | ----------- |
| Vincent Aka-Akesse | −85 kg    | L 0–4 PO             | L 0–6 PO             | L 0–10 ST            | 4                    | n'a pas avancé      | n'a pas avancé      | n'a pas avancé      | 20          |